# Cardiocondyla tjibodana
Cardiocondyla tjibodana é uma espécie de formiga do gênero Cardiocondyla, pertencente à subfamília Myrmicinae.